# Gil Norton
Gil Norton es un productor discográfico británico conocido por haber trabajado con bandas como Pixies, Echo and the Bunnymen, Foo Fighters, Jimmy Eat World, Dashboard Confessional, Feeder, The Distillers, Maxïmo Park, Counting Crows, Terrorvision, The Triffids, Del Amitri, James, The Feelers, The Beekeepers y Span.  
En 2001 comenzó a trabajar con The Strokes en su álbum debut Is This It, pero fue reemplazado por Gordon Raphael.

## Discografía
Como productor
- China Crisis, Difficult Shapes & Passive Rhythms, Some People Think It's Fun to Entertain, (1982)
- The Triffids, Born Sandy Devotional, (1985)
- Throwing Muses, Untitled, (1986)
- The Triffids, Calenture, (1987)
- Throwing Muses, Chains Changed (1987)
- Pixies, Doolittle, (1989)
- Del Amitri, Waking Hours, (1989) (una pista, "Move Away Jimmy Blue")
- Pixies, Bossanova, (1990)
- Pale Saints, The Comforts of Madness, (1990)
- James, Gold Mother, (1990) (una pista, "Sit Down")
- Pixies, Trompe le Monde, (1991)
- Tribe, Abort, (1991)
- Pere Ubu, Worlds in Collision, (1991)
- Del Amitri, Change Everything, (1992)
- Catherine Wheel, Chrome, (1993)
- Belly, Star, (1993) (four tracks)
- Terrorvision, How To Make Friends And Influence People, (1994)
- Catherine Wheel, Happy Days, (1995)
- The Fatima Mansions, Lost in the Former West, (1995) (dos pistas, "Walk in the Woods" & "Brain Blister")
- Blink, Map of the Universe, (1995) (una pista, "It's Not My Fault")
- The Meices, Dirty Bird, (1996)
- Counting Crows, Recovering the Satellites, (1996)
- Age of Electric, Make a Pest a Pet, (1996)
- Honeycrack, Prozaic, (1996)
- Terrorvision, Regular Urban Survivors, (1996)
- Longpigs, The Sun Is Often Out, (1996)
- The Beekeepers, Do You Behave Like That At Home?, (1997)
- Foo Fighters, The Colour and the Shape, (1997)
- K's Choice, Cocoon Crash, (1998)
- Cast, Magic Hour, (1999)
- SR-71, Now You See Inside, (2000)
- Alien Crime Syndicate, From the Word Go, (2000)
- Patti Smith, Gung Ho, (2000)
- Feeder, Echo Park, (2001)
- The Feelers, Communicate, (2001)
- Ed Harcourt, Here Be Monsters, (2001)
- Feeder, Comfort In Sound, (2002)
- Dashboard Confessional, A Mark, A Mission, A Brand, A Scar, (2003)
- The Distillers, Coral Fang, (2003)
- Jimmy Eat World, Futures, (2004)
- Span, Mass Distraction, (2004)
- Alien Crime Syndicate, Ten Songs in the Key of Betrayal, (2004)
- Feeder, Pushing The Senses, (2005)
- Son Of Dork, Welcome To Loserville, (2005)
- Morningwood, Morningwood, (2006)
- Ben Kweller, Ben Kweller, (2006)
- Gomez, How We Operate, (2006)
- Maxïmo Park, Our Earthly Pleasures (2007)
- Funeral for a Friend, Tales Don't Tell Themselves, (2007)
- Foo Fighters, Echoes, Silence, Patience and Grace, (2007)
- Counting Crows, Saturday Nights, Sunday Mornings, (2008)
- In Case of Fire, Align the Planets, (2009)